# Maneater (píseň, Nelly Furtado)
Maneater (Lidožrout) je píseň Nelly Furtado z jejího třetího alba Loose. Píseň napsala společně s Timbalandem, který ji i produkoval. Singl vyšel prvně v Evropě, kde se stal do té doby nejpopulárnější písní Furtado.
Píseň se stala téměř všude obrovským hitem a zajistila i výborný prodej celé desky.

## Vznik písně
Maneater byla vůbec jedna z prvních písní, kterou Furtado s Timbalandem na album Loose nahráli. Píseň se nahrávala v nahrávacím studiu v Miami. Furtado sama píseň popsala jako energickou.
8. ledna 2006 unikl na internet půlminutový záznam písně a o pár dní později 17. ledna už byla na internetu celá píseň. To způsobilo i to, že se píseň do svého vydání trochu změnila.
V rádiu BBC také Furtado nahrála coververzi písně Crazy od Gnarls Barkley. O pár dní později v téže rádiu nahráli Panic! at the Disco coververzi Maneater.
Píseň Maneater byla nominována na MTV Europe Music Award pro nejlepší píseň a v roce 2007 si odnesla cenu na NRJ Music Award za nejlepší mezinárodní píseň.

## Úspěchy
Ke stažení na iTunes byl Maneater přístupný od 22. května 2006 a kromě Severní Ameriky, kde singl vyšel později byl vydán v celé Evropě. Ve Velké Británii se dostala píseň na první místo, což se Furtado povedlo poprvé v kariéře. Navíc byla první Kanaďankou od roku 1998, kdy ve Velké Británii žebříčku kralovala Celine Dion s písní My Heart Will Go On. V celkovém zúčtování na konci roku byla Maneater sedmou nejprodávanější písní na Britských ostrovech.
Čísla jedna se dočkala píseň i v dalších evropských zemích. V Česku se dostal nejvýše na třetí místo hitparády IFPI.
8. září 2006 byla píseň vydána i v USA, kde byla v tom týdnu nejvyšším debutem na čísle šedesát dva. Nejvýše se v Billboard Hot 100 dostala na 16. místo, což bylo oproti Promiscuous, která vyšla v USA jako první singl z Loose a odsadila ve všech hitparádách první místo znatelný pokles.

## Zajímavosti
- Timbaland tuto píseň napsal původně pro Justina Timberlakea, který tuto píseň odmítl s tím, že je to příliš ženská.
- Píseň přezpívala pop punková kapela Panic! at the Disco.

## Seznam skladeb
Mezinárodní CD single
1. "Maneater" (radio verze)
2. "Undercover"
3. "Maneater" (Waata House mix)
4. "Maneater" (CD-ROM music video)

Austrálie CD single
1. "Maneater" (radio verze)
2. "Crazy" (Radio 1 Live Lounge session)
3. "Maneater" (JoSH Desi remix)

Nizozemsko CD
1. "Maneater" (radio verze)
2. "Undercover"

Vinyl single
1. "Maneater" (radio verze)
2. "Maneater" featuring Alozade (Waata House mix)
3. "Maneater" (a cappella)
4. "Maneater" (instrumental)

Oficiální remixy
1. "Maneater" (Waata house mix)
2. "Maneater" (Peter Rauhofer Reconstruction remix)
3. "Maneater" (Richard Vission club mix)
4. "Maneater" (Richard Vission dub)
5. "Maneater" (Sugardip club mix)
6. "Maneater" featuring Lil Wayne (remix)
7. "Maneater" featuring Da Weasel

Neoficiální remixy
1. "Maneater" (Axwell mix)
2. "Maneater" (DJ Cruze Funkfinders remix)[1]
3. "Maneater" (DJ Anthony Lago's Work Hard mix)

## Umístění ve světě
| Země           | Umístění |
| -------------- | -------- |
| Německo        | 4        |
| Rakousko       | 3        |
| Dánsko         | 3        |
| Austrálie      | 3        |
| Irsko          | 2        |
| Velká Británie | 1        |
| USA            | 16       |
| Kanada         | 5        |
| Francie        | 14       |
| Česko          | 3        |
| Slovensko      | 21       |

## Úryvek textu
Maneater, make you work hard
Make you spend hard
Make you want all, of her love
She's a maneater
make you buy cars
make you cut cards
make you fall real hard in love
She's a maneater, make you work hard
Make you spend hard
Make you want all, of her love
She's a maneater
make you buy cars
make you cut cards
Wish you never ever met her at all!